# Campionato femminile Rugby Europe 2025
Il campionato femminile Rugby Europe 2025 (in inglese 2025 Women's XV European Championship) fu la 28ª edizione del torneo europeo di rugby a 15 femminile organizzato da Rugby Europe.
La sua divisione maggiore si tenne dal 29 marzo al 21 aprile 2025 tra le squadre nazionali di Paesi Bassi, Portogallo, Svezia e la Spagna campione uscente con la formula del girone unico.
Rugby Europe ristabilì, per la stagione 2024-25, la seconda divisione (Trofeo) e, al pari della competizione maschile, istituì un terzo livello, anch'esso chiamato Conference; al contrario dell'omologo maschile, tuttavia, non furono previste a quel momento promozioni e retrocessioni tra le prime due divisioni e, quanto alla terza, essa fu intesa come una competizione senza classifica al solo scopo di fornire una piattaforma internazionale alle squadre emergenti del continente.
Vincitrice del Campionato per l'ottava stagione consecutiva, e dodicesima complessiva, fu la Spagna, impostasi a punteggio pieno su Paesi Bassi, Portogallo e Svezia, nell'ordine.
Per quanto riguarda invece il Trofeo, la vittoria finale arrise al Belgio, che mise in fila Germania e Finlandia
La terza divisione, altresì, non presentava graduatorie di merito.
Il valore delle marcature, come stabilito da World Rugby nel 2017, è: 5 punti per ciascuna meta (7 se trasformata), 7 punti per la meta tecnica, 3 punti per la realizzazione di ciascun calcio piazzato, idem per il drop.

## Squadre partecipanti
| Campionato  | Trofeo    | Conference |
| ----------- | --------- | ---------- |
| Paesi Bassi | Belgio    | Bulgaria   |
| Portogallo  | Finlandia | Croazia    |
| Spagna      | Germania  | Lettonia   |
| Svezia      |           | Norvegia   |
|             |           | Romania    |

## Campionato europeo

### Risultati
| Arbitro: | Amber Stamp |

|             |    |                          |
| Santos 74’  | mt | 6’, 12’ Peña 30’ Vinuesa |
| Correia 74’ | tr | 12’, 30’ Argudo          |

| Arbitro: | Maria Heitor |

| |    |  |
| Ducher 10’, 69’ Cano 16’ Blanco 32’ Puig 34’ V. Pérez 39’, 50’ García Fuentes 44’ G. Silva 56’ Piquero 59’ Z. Pérez 75’ | mt |  |
| Ducher 10’, 32’, 44’, 50’, 56’, 69’, 75’                                                                                | tr |  |

| Arbitro: | Jenny Lee |

|                                                                         |    |             |
| Mulling 30’, 67’ Ligtvoet 42’ Prins 50’ v.d. Schoot 54’ v. Nifterik 80’ | mt | 71’ Correia |
| Kievit 30’, 42’, 54’, 67’, 80’                                          | tr |             |

| Arbitro: | Cara Senneka |

|              |      |                                                                                       |
|              | mt   | 14’ Mendes 28’ B. Rodrigues 32’ M. Santos 58’ R. Andrade 76’ Correia 80’ A. Fernandes |
|              | tr   | 14’, 59’, 76’, 80’ Correia                                                            |
| Framming 39’ | c.p. |                                                                                       |

| Arbitro: | Doriane Domenjo |

|                                     |      |                                          |
| N. García 10’ Román 25’ Alameda 51’ | mt   | 7’ Jongerius 39’ Mulling 61’ v.d. Velden |
| Argudo 10’, 25’, 51’                | tr   | 39’ Kievit                               |
| Argudo 65’, 77’                     | c.p. |                                          |

| Arbitro: | Adèle Robert |

|              |      | |
|              | mt   | 2’, 29’ Veerkamp 11’, 40’ Nauta 15’ Gevers 19’ Prins 25’, 36’ Kievit 34’ Luijken 41’ Bunnik 51’ Jongerius 65’ Elzinga 72’ Touw 80+1’ Shermer |
|              | tr   | 2’, 11’, 19’, 29’, 34’, 36’, 41’, 51’, 65’, 80+1’ Kievit                                                                                     |
| Framming 44’ | c.p. | |

### Classifica
| Pos | Squadra     | G | V | N | P | PF  | PS  | DP   | BMP | Pt |
| --- | ----------- | - | - | - | - | --- | --- | ---- | --- | -- |
| 1   | Spagna      | 3 | 3 | 0 | 0 | 115 | 24  | +91  | 1   | 13 |
| 2   | Paesi Bassi | 3 | 2 | 0 | 1 | 147 | 35  | +112 | 2   | 10 |
| 3   | Portogallo  | 3 | 1 | 0 | 2 | 50  | 62  | −12  | 1   | 5  |
| 4   | Svezia      | 3 | 0 | 0 | 3 | 6   | 197 | −191 | 0   | 0  |

## Trofeo europeo

### Risultati
| Data       | Incontro             | Risultato | Sede       |
| ---------- | -------------------- | --------- | ---------- |
| 19-10-2024 | Finlandia – Germania | 10-44     | Vantaa     |
| 8-3-2025   | Germania – Belgio    | 19-23     | Heidelberg |
| 5-4-2025   | Belgio – Finlandia   | 44-13     | Waterloo   |

### Classifica
| Pos | Squadra   | G | V | N | P | PF | PS | P±  | BP | PT |
| --- | --------- | - | - | - | - | -- | -- | --- | -- | -- |
| 1   | Belgio    | 2 | 2 | 0 | 0 | 67 | 32 | 35  | 1  | 9  |
| 2   | Germania  | 2 | 1 | 0 | 1 | 63 | 33 | 30  | 2  | 6  |
| 3   | Finlandia | 2 | 0 | 0 | 2 | 23 | 88 | −65 | 0  | 0  |

## Conference
| Data       | Incontro            | Risultato | Sede   |
| ---------- | ------------------- | --------- | ------ |
| 22-9-2024  | Romania – Bulgaria  | 66-12     | Snagov |
| 5-10-2024  | Lettonia – Norvegia | 50-0      | Ogre   |
| 16-11-2024 | Bulgaria – Croazia  | 10-17     | Sofia  |
| 10-5-2025  | Norvegia – Lettonia | 0-27      | Oslo   |

| Pos | Squadra  | G | V | N | P | PF | PS | P±  | BP | PT |
| --- | -------- | - | - | - | - | -- | -- | --- | -- | -- |
| 1   | Lettonia | 2 | 2 | 0 | 0 | 77 | 0  | 77  | 2  | 10 |
| 2   | Romania  | 1 | 1 | 0 | 0 | 66 | 12 | 54  | 1  | 5  |
| 3   | Croazia  | 1 | 1 | 0 | 0 | 17 | 10 | 7   | 0  | 4  |
| 4   | Bulgaria | 2 | 0 | 0 | 2 | 22 | 83 | −61 | 1  | 1  |
| 5   | Norvegia | 2 | 0 | 0 | 2 | 0  | 77 | −77 | 0  | 0  |